# Нариман Нера Махмуд
Нариман Махмуд, познатија под надимком Нера (Београд, 1965) некадашња је српска поп-рок певачица и бивша чланица женске поп групе Аска. По оцу је Ирачанка, а по мајци Српкиња. Студирала је теорију музике на Факултету музичких уметности у Београду.
Чланица Аски је постала током 1983, а годину дана касније са групом је снимила и поп албум под насловом Катастрофа. Након напуштања Аски започиње соло каријеру и углавном наступа на разним фестивалима широм земље.
Неке од њених најпознатијих песама су: Хеј Османе (МЕСАМ 1985, песму је касније обрадила Драгана Мирковић као Опојни су зумбули), То сам ја (МЕСАМ 1986), Баија (МЕСАМ 1987), Да си мој (дует са Бобаном И 1987), Вриснула бих ноћас (МЕСАМ 1988), Девети понедељак (Макфест 1988), Љубавни талас (МЕСАМ 1989), Добродошли (дует са Ђорђем Давидом 1995) и Све што желим (МЕСАМ 1996). Крајем 1990-их повукла се са јавне сцене.